# Portret van een man met rode tulband
Portret van een man met rode tulband, ook wel Portret van een man getiteld, is een schilderij van de Zuid-Nederlandse kunstschilder Jan van Eyck, olieverf op paneel, 26 x 19 centimeter groot, gemaakt in 1433. Vermoedelijk is het een zelfportret. Het schilderij bevindt zich sinds 1851 in de collectie van de National Gallery in Londen. Al sinds de zeventiende eeuw, toen het in Antwerpen verworven werd door de kunstverzamelaar Thomas Howard, bevindt het portret zich in Engeland.

## Context
Van Eyck wordt, samen met Rogier van der Weyden, gezien als een van de voornaamste grondleggers van het schilderen in olieverf. Zijn uiterst secure werkwijze, waarbij vele transparante verflaagjes over elkaar heen werden aangebracht, en zijn aandacht voor details, zorgden voor een voor die tijd ongewoon realistische weergave. Het luidde een nieuwe fase in de West-Europese schilderkunst in. Zijn Portret van een man met rode tulband geldt daarbij als een van de vroegste voorbeelden.

## Afbeelding
Portret van een man met rode tulband is een voor die tijd buitengewoon krachtig portret. Van Eyck creëert een geconcentreerd contrast tussen het van links belichtte gezicht, de kunstig gedrapeerde kaproen en de donkere achtergrond, waarin al het verdere wegvalt. De gelaatstrekken steken helder en gedetailleerd af. De kraaienpootjes rond de ogen en de baardstoppels op de kin zijn met precisie weergegeven. In de ogen zijn als kleine lichtvlekjes zelfs de ateliervensters weerspiegeld.
Het schilderij geldt algemeen als een mijlpaal in de portretschilderkunst. Het unieke zit hem vooral in de grote concentratie in de blik op het gezicht van de afgebeelde persoon. Voor het eerst wordt hier de blik vanuit het schilderij aangewend om intimiteit en verstandhouding tussen toeschouwer en portret te impliceren. Het directe oogcontact suggereert bovendien dat het een zelfportret is, geschilderd vanaf een spiegelbeeld. Het zou dan een pendant kunnen zijn van zijn later geschilderde Portret van Margarete van Eyck, de vrouw van de schilder. De intimiteit van beide portretten suggereert dat het om werken uit de privésfeer gaat, niet in opdracht gemaakt.

## Lijstopschrift
De originele gemarmeerde lijst bevat het opschrift "Johes de Eyck me fecit ano mcccc 33 21 octobris" (Jan van Eyck maakte mij op 21 oktober 1433). Over deze zinsnede is veel gedebatteerd met betrekking tot de discussie of het hier een zelfportret betreft, maar een directe aanwijzing kan het niet genoemd worden. De interpretatie als zelfportret is zeker aannemelijk, maar blijft een veronderstelling.
Bovenaan de lijst prijkt het devies: "ALC IXH XAN". Dit devies, dat van Eyck vaker gebruikte bij portretten, betekent vrij vertaald: "zo goed als ik kan", een uiting van bescheidenheid. In de ongebruikelijke schrijfwijze IXH zien sommige kunsthistorici ook wel een woordspeling op de naam Van Eyck: "als ich/Eyck kan", maar ook dat blijft hypothetisch.

## Galerij

Portret van Margareta van Eyck, 1839
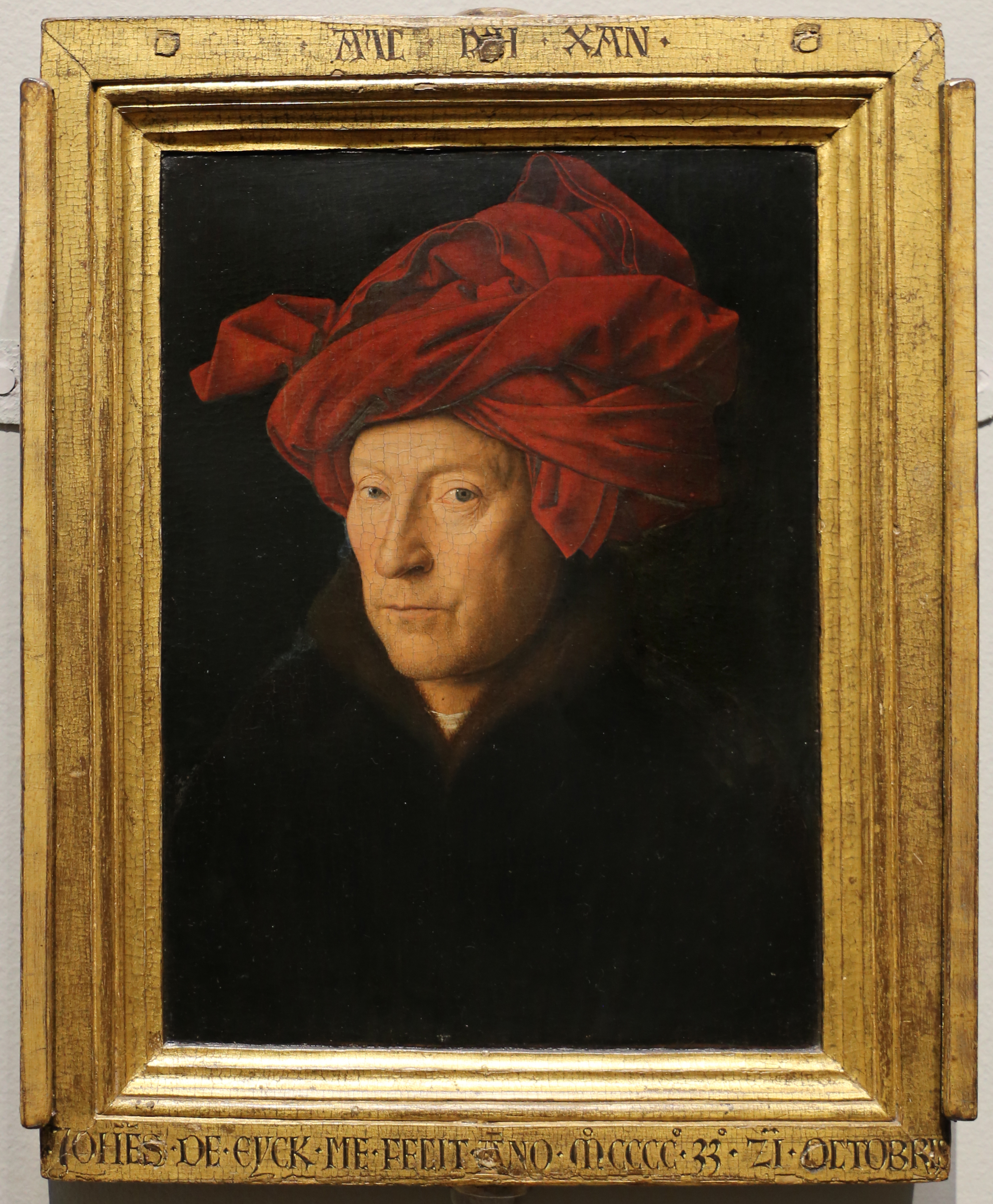
Het schilderij in de lijst
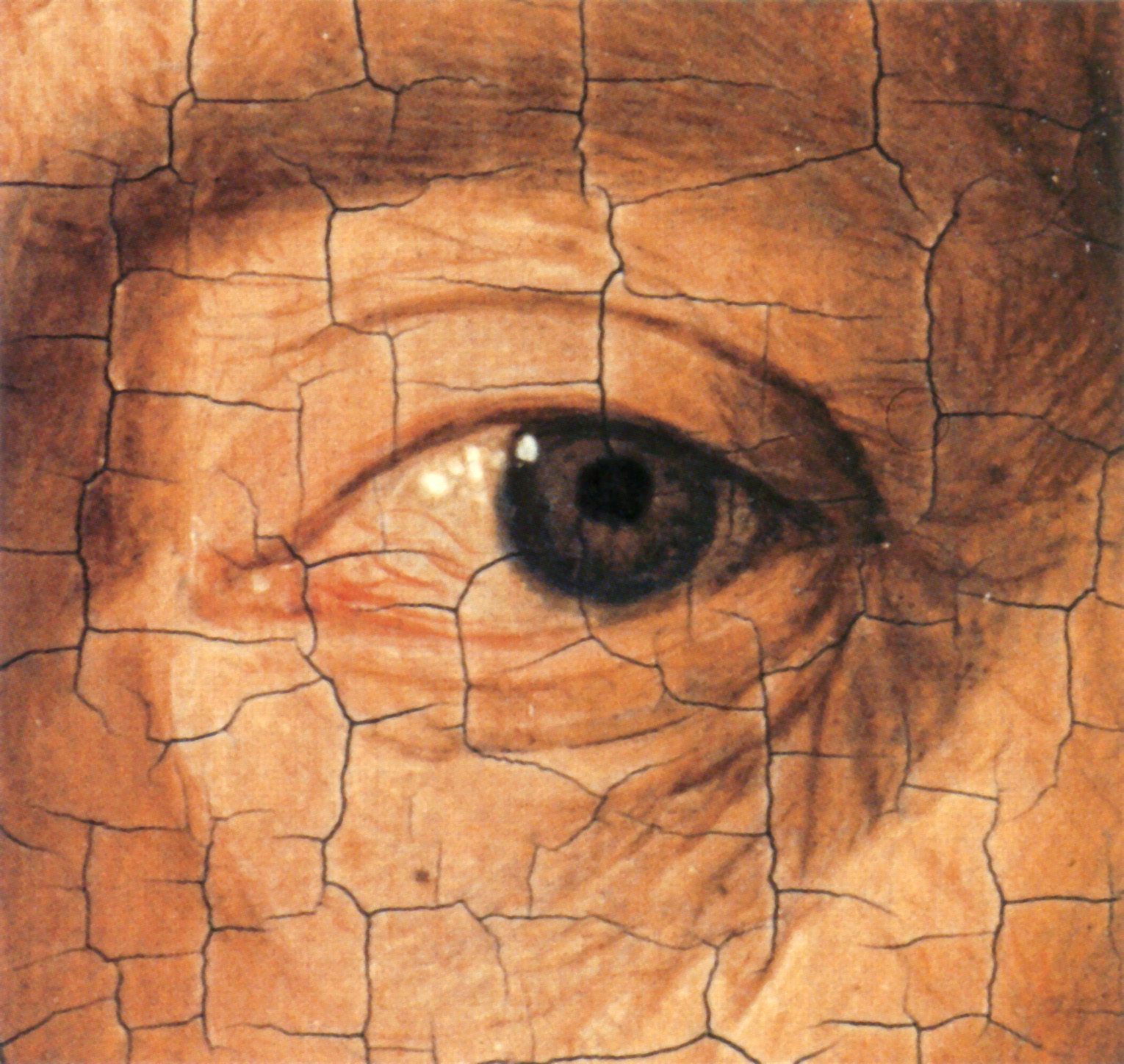
Detail van het oog